# Marie Avgeropoulos
Marie Avgeropoulos (* 17. června 1986, Thunder Bay, Ontario, Kanada) je kanadská herečka a modelka. Zlom v kariéře nastal v roce 2009 s rolí Valli Wooley ve filmu Miluju tě, Beth Cooperová. Aktuálně hraje Octavii Blake v seriálu stanice CW The 100.

## Kariéra
Po ukončení studií žurnalistky na Confederation College v Thunder Bay se rozhodla přestěhovat do Evropy a o několik měsíců později se vrátila do Kanady a usadila se ve Vancouveru. V 16 letech se začala učit na bicí. Jeden z jejich kamarádů ji pozval na konkurz, kde hledali bubeníka. Agent se všiml jejího talentu a díky němu se objevila v několika reklamách. Všiml si jí režisér Chris Columbus a obsadil jí do svého filmu Miluju tě, Beth Cooperová.
V roce 2010 získala roli Kim Rhodes ve filmu Dcera jako rukojmí. Později byla součástí nominace na Zlatý glóbus za film 50/50.
Na začátku 2013 získala vedlejší roli v seriálu stanice The CW Cult. Seriál byl však po 7 epizodách zrušen. Zbylých šest epizod bylo vysíláno na konci léta.
Krátce po skončení seriálu, získala jednu z hlavních rolí Octavie Blake v seriálu stanice The CW The 100.

## Filmografie

### Film
| Rok  | Název                        | Role         | Poznámky    |
| ---- | ---------------------------- | ------------ | ----------- |
| 2009 | Miluji tě, Beth Cooperová    | Valli Wooley |             |
| 2010 | Percy Jackson: Zloděj blesku | Afrodita     |             |
| 2010 | Dcera jako rukojmí           | Kim Rhodes   |             |
| 2010 | Random Walk                  |              | Krátký film |
| 2011 | 50/50                        | Allison      |             |
| 2015 | Nepolapitelní                | Nikki        |             |
| 2016 | Pozoruhodný život            | Chelsea      |             |
| 2016 | Dead Rising: Endgame         | Sandra Lowe  |             |

### Televize
| Rok       | Název                | Role                    | Poznámky                                                 |
| --------- | -------------------- | ----------------------- | -------------------------------------------------------- |
| 2009      | Lovci duchů          | Taylor                  | díl: „Duch ze střední“                                   |
| 2009      | Dívčí války          | Missy                   | TV film                                                  |
| 2009      | Ostrov smrti         | Stacy DeKnight          | díl: „Výstřel“                                           |
| 2009      | Hlídka               | Jeanette                | díl: „Body Parts“                                        |
| 2010      | Rota                 | Sarah                   | díl: „Speed“                                             |
| 2010      | Kouřová clona        | Suzi                    | TV film                                                  |
| 2010      | Hranice nemožného    | Leah / servírka         | díly: „Bílý tulipán“ a „Olivie. V laborce. S revolverem“ |
| 2010      | Lidský terč          | Jamie Hartloff          | díl: „The Other Side of the Mall“                        |
| 2011      | Heuréka – město divů | Bonnie                  | díl: „Reprise“                                           |
| 2011      | Hiccups              | Terry                   | díl: „Sexual Healing“                                    |
| 2012      | Joudové              | Samantha                | 4 díly                                                   |
| 2012      | Walking the Halls    | Amber                   |                                                          |
| 2012      | Fugitive at 17       | Holly Hamilton          | TV film                                                  |
| 2013      | Cult                 | Kirstie Nelson/Reynolds | Vedlejší role, 10 dílů                                   |
| 2013      | 90210: Nová generace | Cassie McCoy            | díl: „Kdo s koho“                                        |
| 2014–2020 | The 100              | Octavia Blake           | Hlavní role                                              |